# Juan Fernández (navegador)

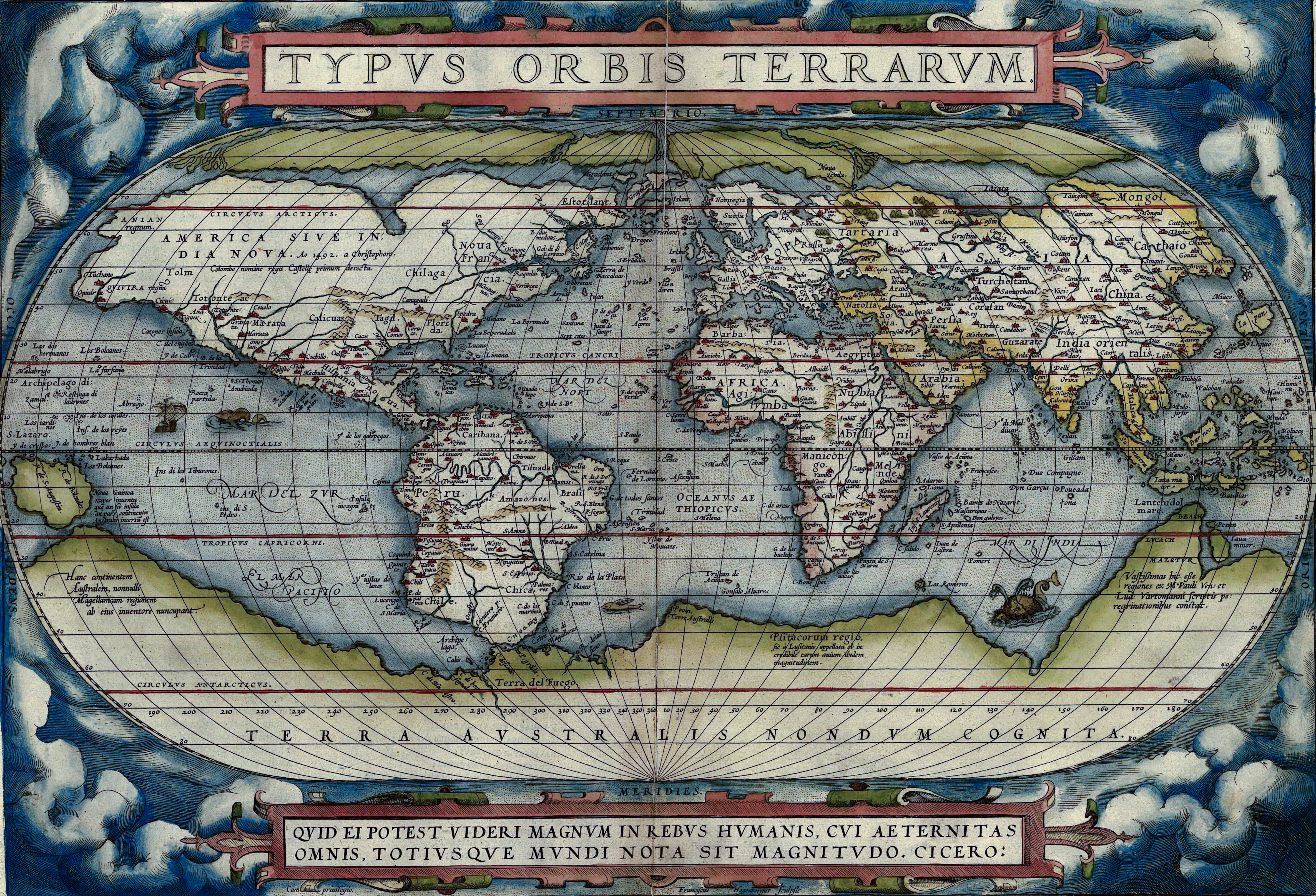
Mapa do mundo, 1570

Juan Fernández (Cartagena, 1536 – Santiago do Chile, 1604) foi um explorador e navegador espanhol.

## Biografia
Em 1574 descobriu uma rota marítima alternativa de Callao a Valparaíso, muito mais rápida que a antiga rota que margeava a costa. Ao fazer um desvio para o oeste da costa, ele conseguiu evitar a Corrente de Humboldt do norte, que costumava desacelerar os navios que navegavam para o sul ao longo da costa. Ao fazer isso, ele descobriu, em 22 de novembro, o arquipélago das Ilhas Juan Fernández. Ele também descobriu as ilhas de San Félix e San Ambrosio no Oceano Pacífico em 1574.
Alguns historiadores, incluindo Alexander Dalrymple e James Burney, afirmam que Fernàndez foi o primeiro europeu a chegar à Nova Zelândia. Por volta de 1576, navegando a uma boa distância da costa oeste da América do Sul, ele encontrou uma forte tempestade e avistou a parte norte da Ilha Sul da Nova Zelândia.
Seguindo para o norte em busca de um local adequado para ancorar, chegou a Ilha Norte e entrou no porto de Wellington, onde decidiu ancorar. Ele provavelmente parou aqui por algum tempo, estabelecendo relações amistosas com os habitantes, os Māoris, e explorando grande parte da ilha, reivindicando-a para o rei da Espanha.
Retornou ao Chile, aspirando retornar à Nova Zelândia para fundar uma colônia, mas não foi apoiado pelo governo espanhol.
Há registro nas bibliotecas do almirantado espanhol de que foi estudado por um biógrafo chileno, José Toribio Medina, buscando a confirmação da visita espanhola à Nova Zelândia.
Além dos registros históricos espanhóis, também existem evidências da expedição de Juan Fernández na forma de relíquias de origem espanhola encontradas na Nova Zelândia. Um capacete e uma bala de canhão foram encontrados em Porto de Wellington, onde acredita-se que Fernandez tenha ancorado.
Além disso, um naufrágio de um galeão espanhol foi avistado de um avião perto da costa de Waikato e pedaços de madeira não neozelandesa, usados na época, nos anos 1500, para a construção de navios espanhóis, foram encontrados no porto de Kaipara. Também na costa perto de Dargaville, restos de outros artefatos de origem espanhola indubitável foram encontrados.